# Hegyvidék SE
A Hegyvidék SE egy magyar sportegyesület női labdarúgócsapata. Székhelye Budapesten található.

## Eredmények
- NB II
  - bajnok (2): 2009–10, 2011–12

## Játékoskeret
A 2012–2013-as szezonban:
| #  |     | Poszt | Név                |
| -- | --- | ----- | ------------------ |
| 1  | HUN | K     | Novotny Gréta      |
| 1  | HUN | K     | Aschenbrenner Réka |
| 10 | HUN | V     | Bíró Nikolett      |
| 23 | HUN | V     | Faltusz Viktória   |
| 8  | HUN | V     | Horváth Teodóra    |
| 15 | HUN | V     | Ipacs Alexandra    |
| 20 | HUN | V     | Jánosik Ágnes      |
| 9  | HUN | V     | Maár Nikolett      |
| 12 | HUN | V     | Mayer Dalma        |
| 14 | HUN | V     | Németh Felícia     |
| 9  | HUN | V     | Christine Newberg  |

| #  |     | Poszt | Név             |
| -- | --- | ----- | --------------- |
| 6  | HUN | V     | Tóth Eszter     |
| 13 | HUN | KP    | Kajdy Janka     |
| 14 | HUN | KP    | Kovács Szilvia  |
| 16 | HUN | KP    | Kovács Zsanett  |
| 3  | HUN | KP    | Molnár Rózsa    |
| 7  | HUN | CS    | Dénes Dorottya  |
| 8  | HUN | CS    | Kálmán Hanna    |
| 11 | HUN | CS    | Kovács Nikolett |
| 17 | HUN | CS    | Nagy Stefánia   |
| 17 | HUN | CS    | Staar Gabriella |
| 4  | HUN | CS    | Szvetlik Dóra   |

## Szakmai stáb
| Beosztás         | Név              |
| ---------------- | ---------------- |
| Vezetőedző       | Korcsogh Orsolya |
| Kapusedző        |                  |
| Technikai vezető | Sáfrányos György |
| Masszőr          |                  |